# Ernesto Francisco Bavio
Ernesto Francisco Bavio (Salta, 2 de mayo de 1896 - 18 de enero de 1976) fue un abogado y político argentino, de larga trayectoria en el radicalismo y el peronismo, y que fuera diputado nacional por ambos movimientos.

## Biografía
Hijo de Héctor Agustín Bavio y Felisa Arias, estudió en el Colegio Nacional de Salta y se recibió de abogado en 1920, en la Universidad de Buenos Aires. Recién recibido fue nombrado por el Gobernador de Salta Joaquín Castellanos como asesor de la Policía Provincial y Abogado del Consejo General e Educación de Salta. Desde joven participó en la Unión Cívica Radical y a los 26 años fue elegido concejal de la capital salteña; ejerció varias veces como intendente interino.
En 1928 fue elegido diputado provincial por el Departamento de la Capital, y al año siguiente fue presidente de la Cámara de Diputados de la Provincia de Salta. En tal carácter, asumió como gobernador interino durante la ausencia del gobernador Julio Cornejo. Fue también convencional constituyente. En 1930 fue elegido diputado nacional, apoyando la nacionalización de la extracción petrolera en su provincia, que fue una de las causas del golpe de Estado de septiembre de 1930. Fue arrestado en Salta y conducido detenido a Buenos Aires, logrando exiliarse en Reino Unido en 1931.
Regresó a su país en 1933, dedicándose a la reorganización del radicalismo. Fue detenido por participar en la asamblea nacional de la UCR en Rosario, por lo que se exilió durante alrededor de un año en Francia. A su regreso se dedicó a la abogacía particular, aunque participó esporádicamente en política.
Participó en la fundación del grupo radical nacionalista FORJA. Apoyó la revolución del 43, fue nombrado gobernador de la provincia de Corrientes por el presidente Edelmiro J. Farrell. Aún en 1945 participó en la política interna del radicalismo, ya que firmó la “declaración de Avellaneda”, que pretendía saldar las diferencias entre sectores radicales. No obstante, este documento dividió al radicalismo en varios sectores. Los que habían firmado la declaración se dividieron entre el Movimiento de Intransigencia y Renovación y el sector que apoyaba las políticas sociales del coronel Juan Domingo Perón, que formaron la Unión Cívica Radical Junta Renovadora. Esta división le dio preeminencia al sector unionista, más conservador, que organizó la participación de toda la oposición en las elecciones nacionales de febrero de 1946. Fueron derrotados por Perón.
En febrero de 1946 Bavio fue elegido senador nacional por la lista de la Unión Cívica Radical-Junta Renovadora y por razones de edad fue nombrado presidente de la Asamblea Legislativa que había de tomar juramento constitucional al electo Presidente de la Nación Juan Domingo Perón. Fue el principal impulsor de la unión de la UCR-JR con el Partido Laborista en el llamado Partido Único de la Revolución, que posteriormente se llamaría Partido Peronista, y dos décadas más tarde Partido Justicialista.
Sus dotes de diplomático pusieronse de relieve en las diversas misiones que tuvo que desempeñar en representación del gobierno argentino. En 1947 acompañó al canciller Juan Atilio Bramuglia, en carácter de Presidente de la Comisión Asesora Legislativa,  a la reunión de Cancilleres Americanos en Río de Janeiro. En 1948 encabezó la Delegación Argentina ante la Conferencia de Bogotá y poco después realizó una gira en misión especial por Perú, México, Guatemala y Ecuador. Ese mismo año presidió la Embajada Argentina que concurriera al Ecuador a la transmisión del mando presidencial al asumir el Dr. Galo Plaza. Entre octubre de 1947 y abril de 1948 fue interventor del Partido Peronista de Córdoba.
Sus iniciativas legislativas tuvieron mucho apoyo en el peronismo, y logró la aprobación de la Ley de Pensiones Móviles, la creación del monumento al General Güemes en la Capital Federal, la fundación de los Colegios Nacionales en Metán y Orán., la apertura de las Escuelas Agrícolas, contando con el apoyo de su amigo personal el Dr. Adolfo Güemes. También es su fruto el tramo del Ferrocarril Belgrano que une Salta con Antofagasta (Chile), proyecto iniciado en la Presidencia de Yrigoyen (era Diputado Nacional en ese momento) que queda paralizado con la Revolución de 1930, hasta su reactivación en 1946, cuya inauguración se realizó el 20 de febrero de 1948 cuando era Senador de la Nación.  A ello debe agregarse que mientras se desempeñó al frente de la Intervención Federal en Corrientes, fue el creador de la Lotería Provincial de ese Estado.  
Su mandato legislativo concluyó en 1952, pasando a desempeñarse como profesor de Derecho Comercial en la Universidad de Buenos Aires. En 1955 fue nombrado embajador en el Uruguay, pero renunció al producirse el golpe de Estado de 1955. Permaneció exiliado en Montevideo y luego en Italia y España. Tras cortas residencias en Panamá y Bolivia, regresó a su país en 1958, cuando asumió constitucionalmente el presidente Arturo Frondizi.
Durante la década del 60 presidió el Partido Justicialista de su provincia natal, y en 1973 rechazó su candidatura a gobernador y otras postulaciones aducionendo que "los hombres deben saber retirarse a tiempo". Falleció en enero de 1976, habiendo recibido honores póstumos del Gobierno de la Provincia y una gran demostración popular despidió sus restos mortales. Estaba casado con María Mercedes Arias.Está enterrado en el cementerio de la Santa Cruz, de la ciudad de Salta, en el panteón de la familia Bavio Arias. 
Lo recuerda una calle en el barrio porteño de Belgrano.